# Клецков, Дмитрий Валерьевич
Дмитрий Валерьевич Клецков (род. 26 ноября 1986) — российский самбист и дзюдоист, призёр чемпионата России по дзюдо, 3-кратный призёр этапов Кубка мира по самбо (2011, 2012, 2014), обладатель Кубка мира по самбо 2013 года. Мастер спорта России международного класса по самбо и дзюдо. Тренер-преподаватель клуба «Самбо-70».

## Спортивные результаты
- Первенство Европы по самбо 2006 года — ;
- Чемпионат России по дзюдо 2008 года — ;
- Этап Кубка мира по дзюдо 2009 года, Тбилиси — ;